# Inés Peraza de las Casas
Inés Peraza de las Casas (* 1424 in Sevilla, Königreich Sevilla; † Februar 1503 Sevilla) war Herrin der zum Herrschaftsbereich der Krone von Kastilien gehörenden Kanarischen Inseln.

## Herkunft
Inés Peraza de las Casas stammte aus einer großbürgerlichen Familie Sevillas. Ihr Vater war Hernán Peraza Martel (Hernán Peraza el Viejo).  Er hatte im Königreich Sevilla verschiedene militärische und zivile Ämter inne, unter anderem war er zeitweise Kommandant des Castillo de Matrera. Seit 1437 war er als Mitgouverneur seines Schwiegervaters Juan de las Casas auf der Insel La Gomera. Ihre Mutter Inés de las Casas stammte aus einer Familie die zu den bedeutendsten in der örtlichen Oligarchie Sevillas gehörte. Der Bruder von Inés Peraza de las Casas, Guillén Peraza de las Casas, wurde vermutlich im Jahr 1446 bei Kämpfen auf der Insel La Palma getötet. Inés Peraza de las Casas war seit 1448 mit Diego García de Herrera y Ayala verheiratet, einem Sohn von Pedro García de Herrera dem Marschall von Kastilien. Vor seiner Zeit auf den Kanarischen Inseln bekleidete Diego García de Herrera verschiedene Ämter in Andalusien. 1453 war er Regidor in Sevilla.

## Rechte an den Kanarischen Inseln
Die Rechte auf die Eroberung, den Besitz und die Herrschaft auf den Kanarischen Inseln waren zu Beginn des 15. Jahrhunderts mehrfach auf unterschiedliche Inhaber übertragen worden. Durch Kauf und Erbschaft waren Hernán Peraza el Viejo, der Vater Inés Peraza de las Casas, ihr Bruder Guillén Peraza de las Casas und sie selbst Inhaber aller Rechte an allen Kanarischen Inseln. Praktisch erstreckte sich die Herrschaft allerdings nur auf die Inseln Lanzarote, Fuerteventura, El Hierro und Teile von La Gomera. Nach dem Tod ihres Bruders und ihres Vaters im Jahr 1452 erbte Inés Peraza de las Casas deren Anteile und wurde so, wie in der damaligen Zeit üblich, zusammen mit ihrem Ehemann Eigentümerin der Rechte an den Kanarischen Inseln und Herrin der eroberten Inseln. Wegen der Unsicherheit der Verhältnisse auf den Inseln zog sie mit ihrer Familie erst 1454 nach Lanzarote, um dort zu leben.

## Ausübung der Herrschaft über die Inseln

### Portugiesische Angriffe auf die Herrschaft
Die Könige Kastiliens erkannten die Rechte Inés Perazas und ihres Ehemanns auf die Kanarischen Inseln grundsätzlich an. Die Vertreter der Könige von Portugal versuchten immer wieder die Inseln dem Königreich Portugal anzugliedern. Ein großer Teil dieser Versuche fand vor der Eigentumsübertragung der Rechte an den Inseln auf Inés Peraza statt. Sie hielten aber bis zum Abschluss des Vertrages von Alcáçovas im Jahr 1479 an.
Lanzarote
Nachdem Maciot de Béthencourt im Jahr 1448 die Insel Lanzarote an Heinrich den Seefahrer verpachtet hatte, versuchte der sofort von ihr Besitz zu ergreifen. Die Bürger Lanzarotes, Kastilianer und Ureinwohner, verhinderten das mit einer Erhebung gegen die fremde Besetzung und vertrieben die Portugiesen 1450 von der Insel.
La Gomera
Auf der Insel La Gomera war es dem Vater Inés de Perazas, Hernán Peraza (dem älteren) gelungen die Freundschaft eines der Herrscher der Ureinwohner La Gomeras zu erlangen. Die anderen Stämme der Insel paktierten mit Prinz Heinrich von Portugal. Im Jahr 1454 wies der portugiesische König Eduard seinen Bruder an, sich nicht weiter in die Angelegenheiten der Inseln Lanzarote und La Gomera einzumischen. Der Einfluss der Portugiesen auf einen Teil der Bevölkerung La Gomeras hielt aber weiterhin an.
Gran Canaria
In den Jahren 1457–1459 ließ der Ehemann von Inés Peraza de las Casas, Diego García de Herrera auf der Insel Gran Canaria die Fortaleza de Gando errichten. Es handelte sich dabei um einen Stützpunkt zum Schutz der wirtschaftlichen Kontakte. 1459 nahmen portugiesische Truppen unter dem Befehl von Diego de Silva y Meneses (er war der Bruder der Heiligen Beatrix da Silva Meneses und des Seligen Amadeo da Silva) den Turm von Gando im Sturmangriff. Zwischen 1459 und 1463 blieb Diego de Silva Herr der Verteidigungsanlage von Gando. Am 10. Juni 1461 forderte der portugiesische König Alfons V. Diego de Silva zur Rückgabe der Festung Gando auf. Anstatt der Forderung des Königs nachzukommen, leistete er im September 1462 seinen Vasalleneid als Festungskommandant von Gando auf die rechtmäßigen Eigentümer Diego García de Herrera und Inés Peraza de Ayala und heiratete deren Tochter María de Ayala. Am 12. August 1461 ergriff Diego de Herrera noch einmal in einer symbolischen Zeremonie in Anwesenheit der Guanartemes von Telde und Gáldar die Herrschaft über Gran Canaria. Er wurde dabei von dem Bischof Diego López de Illescas und einem Dolmetscher begleitet. Diego de Silva begann 1465 im Auftrag von Diego García de Herrera und Inés Peraza de Ayala auf dem Gebiet von Telde mit dem Bau eines befestigten Turms und einer Kapelle sowie eines Lagers für den Handel in unmittelbarer Nähe der Befestigungsanlage von Gando. Das geschah mit der Duldung des Guanarteme von Telde.

### Widerstand der Bevölkerung
Bereits vor der Übernahme der Inseln durch Inés Peraza de Ayala und Diego García de Herrera beschwerten sich die Bewohner und Vertreter der Kirche häufiger bei den Königen von Kastilien über das Verhalten der örtlichen Herrscher. In den Jahren der Herrschaft der Familie Peraza nahm die Unzufriedenheit der Bevölkerung zu. Die Vorwürfe betrafen die übermäßige Besteuerung sowohl der Ureinwohner als auch der neuen Siedler und den Verkauf von Ureinwohnern auf den Sklavenmärkten Europas. Um die Widerstandsbewegung auf La Gomera besser bekämpfen zu können, übergaben Inés Peraza de Ayala und Diego García de Herrera 1477 ihrem Sohn Hernán Peraza die Verwaltung der Insel. Der ging sofort militärisch gegen den Stamm der Mulagua vor, der mit den Portugiesen verbündet war. Als Strafaktion ordnete er den Fang von 100 christianisierten Gomeros an, die in Andalusien verkauft wurden. Viele Einwohner der Inseln die unter der Herrschaft der Familie Peraza standen, versuchten nach der Eroberung Gran Canarias dorthin auszuwandern. Die Königin und der König von Kastilien verboten am 5. Januar 1484 den Bürgern der Islas de Señorio die Ausreise nach Gran Canaria, da dadurch die Wirtschaft der kleinen Inseln nachhaltig geschädigt wurde. Am 20. November 1488 wurde Hernán Peraza der Sohn von Inés Peraza de las Casas wegen seines despotischen und grausamen Verhaltens von Ureinwohnern Gomeras getötet.

## Teilung der Kanarischen Inseln

### Abgabe der Rechte an den Islas de Realengo
Am 16. November 1476 beauftragten Königin Isabella und König Ferdinand Juristen ein Gutachten über die Rechtsverhältnisse im Bezug auf die Kanarischen Inseln zu erstellen. Sie stellten fest, dass Diego García de Herrera y Ayala und seiner Frau Inés Peraza de las Casas die Eigentums- und Herrschaftsrechte an den vier Inseln Lanzarote, Fuerteventura, La Gomera und El Hierro zustünden und sie darüber hinaus auch die Rechte auf die Eroberung der Inseln Gran Canaria und Teneriffa und La Palma hätten. Sie wiesen darauf hin, dass die Familie Peraza bereits viel Arbeit und Kosten in die Unterwerfung investiert hätten. Daraufhin verhandelten Königin Isabella und König Ferdinand mit Diego García de Herrera und Inés Peraza über die Eroberungsrechte an den Inseln Gran Canaria, La Palma und Teneriffa. Am 15. Oktober 1477 wurde eine Übereinkunft getroffen in der festgelegt wurde, dass Diego García de Herrera und Inés Peraza auf ihre Rechte auf die Eroberung dieser Inseln gegen eine Abfindung verzichteten. Ihre Besitz- und Herrschaftsrechte für die anderen Kanarischen Inseln wurden ausdrücklich bestätigt. In der Folgezeit wurden die Kanarischen Inseln unterschieden, in die Inseln die von den Feudalherren erobert und regiert wurden, den Islas de Señorío und den Inseln die direkt den Königen von Kastilien unterstanden, den Islas de Realengo.

### Abgabe der Rechte an den Islas de Señorío
Diego García de Herrera und Inés Peraza trafen im Laufe ihres Lebens eine Reihe von Anordnungen bezüglich des Besitzes und der Herrschaft über die Kanarischen Inseln. Diese hoben sie teilweise wieder auf oder änderten sie ab. Die Übertragung der Rechte an der Insel El Hierro auf den ältesten Sohn Pedro García de Herrera aus Anlass seiner Heirat mit Antonia de Ribera am 20. Januar 1475 wurde nach dessen Verurteilung wegen der Tötung seiner Frau widerrufen. Königin Isabella und König Ferdinand titulierten Hernán Peraza bereits in einem Brief vom 26. Mai 1478 als Herren der Insel La Gomera. Am 30. Mai 1478 übertrug Inés Peraza de las Casas die Nutzungsrechte an der Insel La Gomera formal auf ihren Sohn Hernán Peraza. In einer am 28. Juni 1486 ausgestellte Urkunde übergab Inés Peraza de las Casas ihm die Rechte an der Insel El Hierro die dem ältesten Sohn aberkannt worden waren. Am 15. Februar 1488 erklärte Inés Peraza ihren Sohn Hernán Peraza zum ausschließlichen Nutznießer der Inseln Lanzarote, El Hierro, La Gomera und Fuerteventura. Inés Peraza de las Casas stand ihrer Schwiegertochter Beatriz de Bobadilla von Beginn an ablehnend gegenüber. Die Abneigung wurde noch vergrößert als diese nach dem Tod ihres Mannes im Namen ihrer Kinder die Herrschaft über El Hierro und La Gomera übernahm und sich nicht um die Ratschläge ihrer Schwiegermutter kümmerte. Inés Peraza de las Casas versuchte die 1488 durchgeführte Übertragung der Rechte an allen Islas de Señorio auf ihren Sohn rückgängig zu machen. Beatriz de Bobadilla begab sich daraufhin nach Santa Fe und erlangte am 8. Mai 1492 für ihre Kinder von Königin Isabella und König Ferdinand die Bestätigung des Mayorazgos auf allen Kanarischen Inseln. Trotzdem übertrug Inés Peraza de las Casas in einer Schenkung unter Lebenden die Inseln Lanzarote und Fuerteventura an ihre Kinder Sancho de Herrera, María de Ayala und Constanza Sarmiento. Ihr Testament enthielt die Regelung, dass ihre jüngeren Kinder die Inseln Lanzarote und Fuerteventura zu unterschiedlichen Anteilen erhalten sollten. Als Inés Peraza de las Casas im Februar 1503 starb, beeilte sich Alonso Fernández de Lugo, der zweite Ehemann von Beatriz de Bobadilla unter Berufung auf das 1488 eingerichtete Mayorazgo die Inseln Lanzarote und Fuerteventura im Namen seiner Stiefkinder zu besetzen. Mit einer Anzahl von Soldaten kam er auf die Insel Fuerteventura, um dort symbolisch Besitz zu ergreifen. Auf Lanzarote stand ihm die Bevölkerung aber ablehnend gegenüber, sodass er auf den Einsatz von Gewalt zur Durchsetzung der Ansprüche verzichtete. Die Inseln Lanzarote und Fuerteventura gingen entsprechend dem Testament zu unterschiedlichen Anteilen an die jüngeren Kinder Inés Perazas und deren Erben über.

## Nachkommen
1. Pedro García de Herrera
⚭ Antonia de Ribera
⚭ María Lasso de la Vega
Pedro García Cabrera wurde wegen des Mordes an seiner ersten Ehefrau Antonia de Ribera zum Tod verurteilt aber 1494 begnadigt. Er wurde von seinen Eltern enterbt.
2. Hernán Peraza (der Jüngere), erster Herr von La Gomera und El Hierro
⚭ Beatriz de Bobadilla, Nachkommen aus dieser Ehe waren
1. Inés de Herrera ⚭ Pedro Fernández de Lugo Xuárez (Sohn des Alonso Fernández de Lugo)
2. Guillén Peraza de Ayala, 1. Graf von La Gomera
3. Sancho de Herrera, erster Herr von Lanzarote
⚭ Violante de Cervantes
Aus einer außerehelichen Verbindung hatte Sancho de Herrera die Tochter
Constanza Sarmiento (die Jüngere)
4. María de Ayala
⚭ Diego de Silva y Meneses, erster Graf von Portalegre, Nachkomme aus dieser Ehe war
Juan de Silva, zweiter Graf von Portalegre
5. Constanza Sarmiento (die Ältere), erste Herrin von Fuerteventura
⚭ Pedro Fernández de Saavedra, erster Herr von Fuerteventura, ein Sohn aus dieser Ehe war
Fernando Arias de Saavedra y Sarmiento, zweiter Herr von Fuerteventura